# Malpighia aquifolia
Malpighia aquifolia är en tvåhjärtbladig växtart som beskrevs av Carl von Linné. Malpighia aquifolia ingår i släktet Malpighia och familjen Malpighiaceae. Inga underarter finns listade i Catalogue of Life.